# جین لافیت (لوئیزیانا)
جین لافیت (به انگلیسی: Jean Lafitte) شهری در ایالت لوئیزیانا کشور ایالات متحده آمریکا است که جمعیت آن در سرشماری سال ۲۰۱۰ میلادی، ۱٬۹۰۳ نفر بوده‌است.